# Luminaire

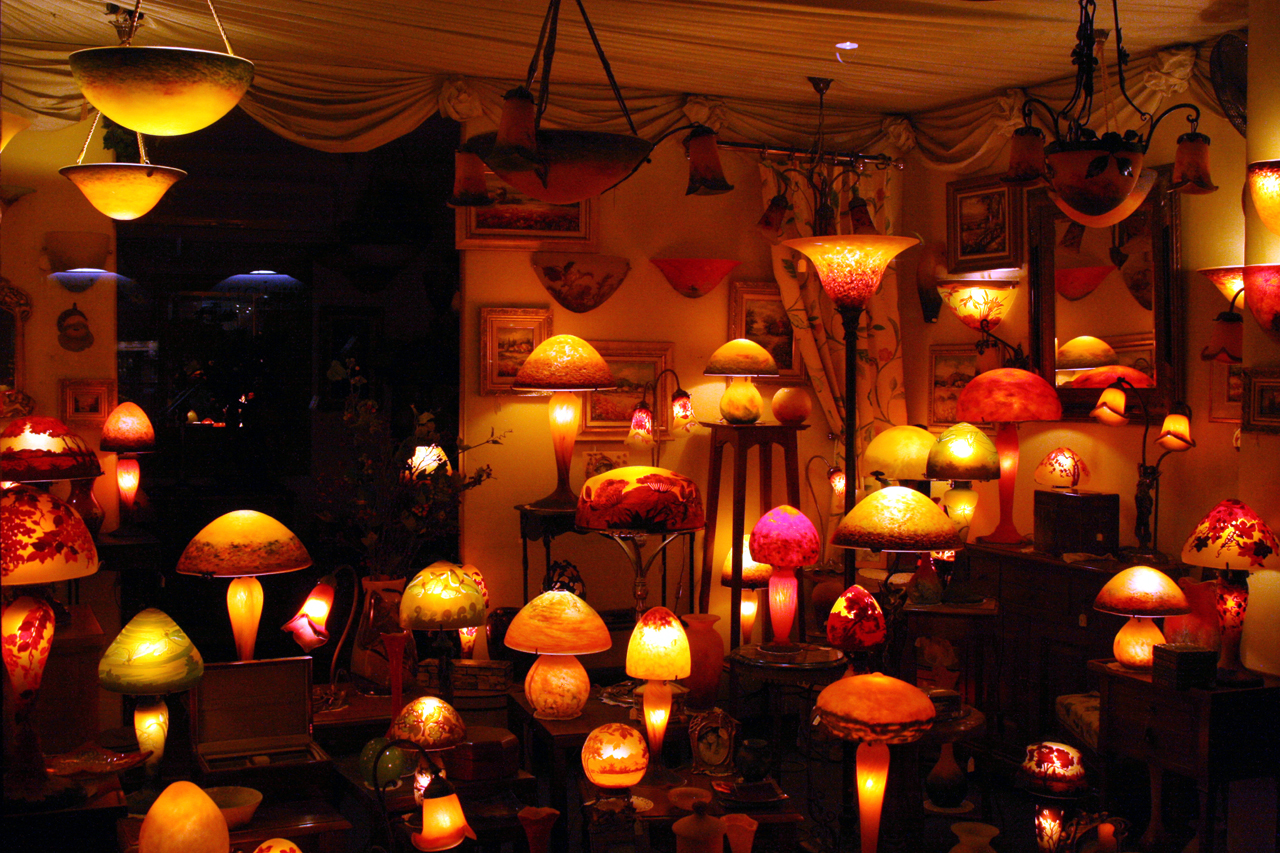
Vitrine d'un magasin vendant des luminaires.

Un luminaire est un appareil ayant pour utilité première l'éclairage d'un lieu, extérieur ou intérieur.

## Présentation
Selon l'Association française d’éclairage « un luminaire est un appareil servant à répartir, filtrer ou transformer la lumière d’une ou de plusieurs lampes et comprenant, à l’exclusion des lampes elles-mêmes, toutes les pièces nécessaires pour fixer et protéger les lampes et, éventuellement, les circuits auxiliaires ainsi que les dispositifs de connexion au circuit d’alimentation. »
Cet appareil, quand il n'est pas directement la source de lumière, supporte un système fournissant la lumière artificielle, lampe, bougie, cierge, bec de gaz, lampe à incandescence.
On peut distinguer plusieurs types de luminaires : les luminaires mobiles, facilement transportables (chandeliers, lampes, bougeoirs, etc.), les luminaires suspendus (lustres, bras de lumière, appliques, etc.), et les luminaires au sol de grandes dimensions (torchères, girandoles, etc.).
Tous les luminaires sont classés en fonction du degré de protection de l'environnement. Les lettres «IP» et les deux chiffres qui suivent sont utilisés pour indiquer le degré de protection à l'eau et aux poussières, «IK» suivi de 2 chiffres sont mentionnés en cas de nécessité de protection aux chocs et impacts mécaniques.

## Luminaire autonome
Dans les zones isolées ou historiques, inondables, etc. le creusement de tranchées pour le passage des câbles électriques est couteux et peut poser des problèmes environnementaux ou de sécurité.
Des luminaires « à LEDs » alimentés par panneaux photovoltaïques (dans certains cas associés à une petite éolienne) sont en opération depuis plusieurs années[Quand ?].

## Luminaire, objet d'art
Ces appareils ont été tout au long des âges transformés par leurs concepteurs (artistes), en fonction du goût des époques, en objet de décoration, devenant parfois des objets d'art. Jean Perzel (1892-1986) fut un pionnier du luminaire art déco en France,
Les matériaux traditionnels dans lesquels sont fabriqués les luminaires sont le métal (le laiton pour les plus travaillés, la tôle émaillée pour les abat-jour), la porcelaine et le verre.
Le verre opalin occupe une place particulière parmi les diffuseurs lumineux parce qu'il est le matériau qui diffuse le plus harmonieusement et le plus complètement la lumière[réf. nécessaire]. Au début du XXe siècle, la Société pour le perfectionnement de l'éclairage consacrait de nombreuses pages à cette question.
Les lampes industrielles peuvent étonnamment trouver leur place en décoration, comme le prouve l'expérience de Jieldé.

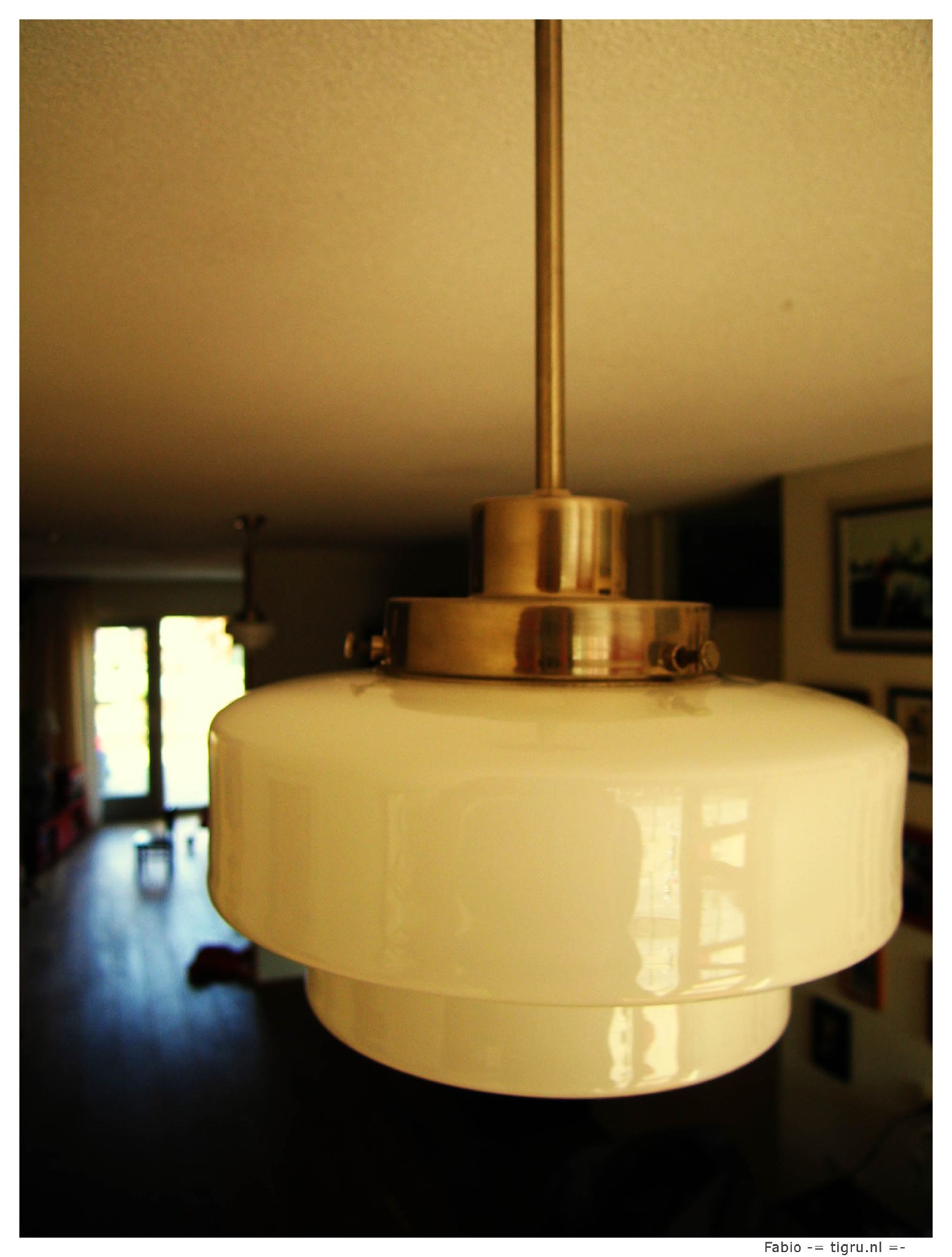
Plafonnier art déco.
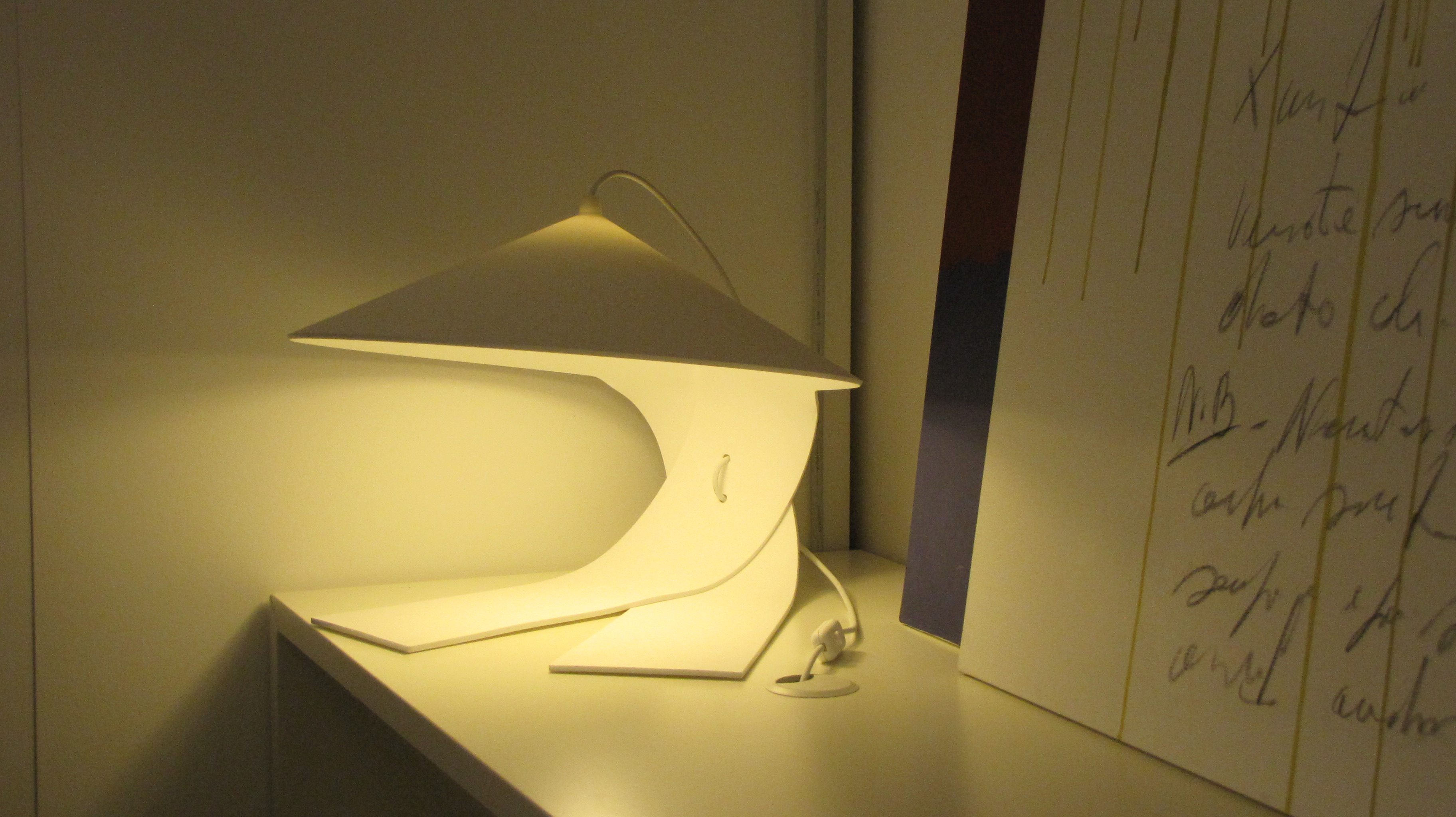
Lampe Hanoi, de Prandina, lauréat du Prix GrandesignEtico 2012.
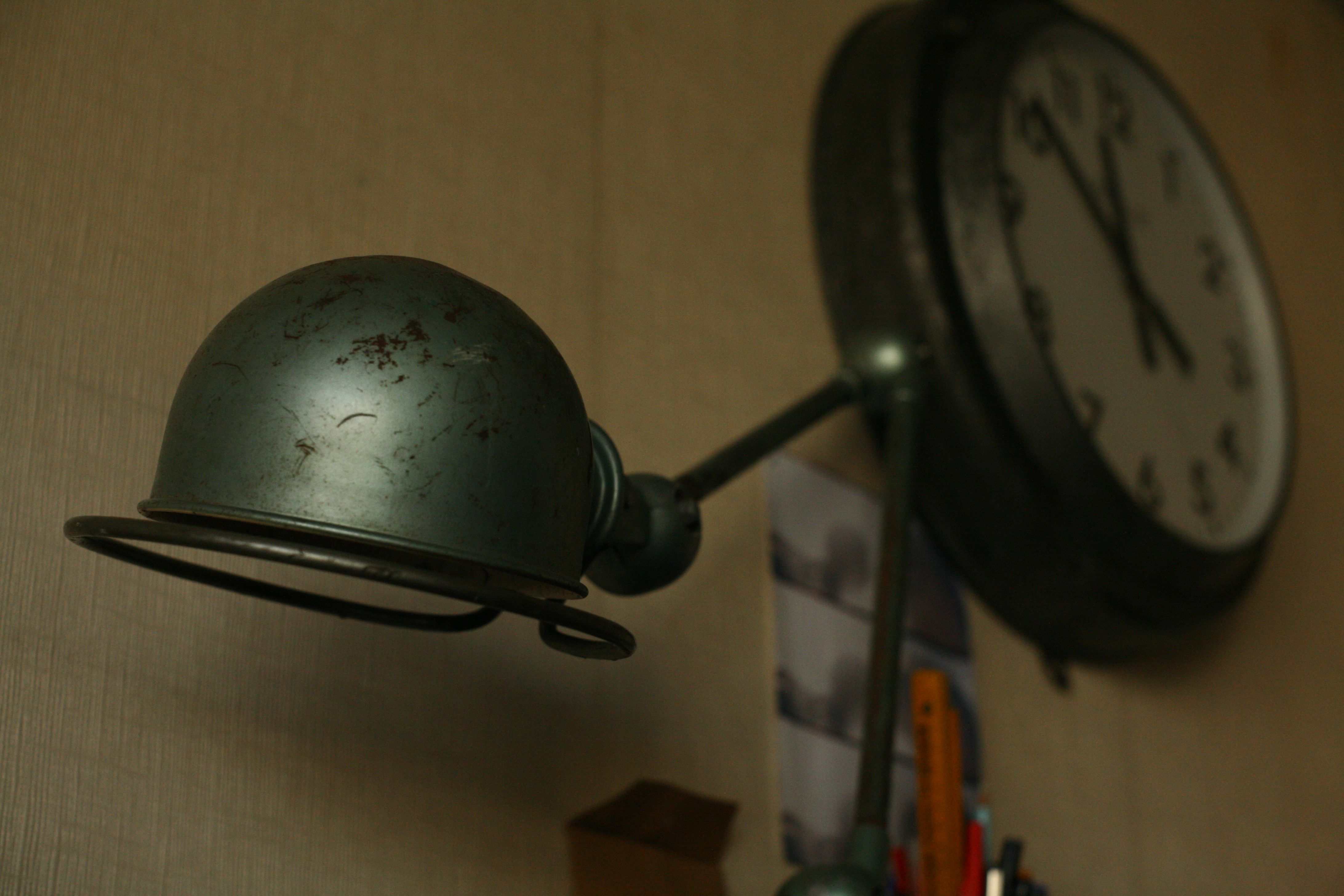
Lampe industrielle Jieldé.

## Normalisation
Les luminaires doivent satisfaire aux prescriptions des normes les concernant.

## Galerie

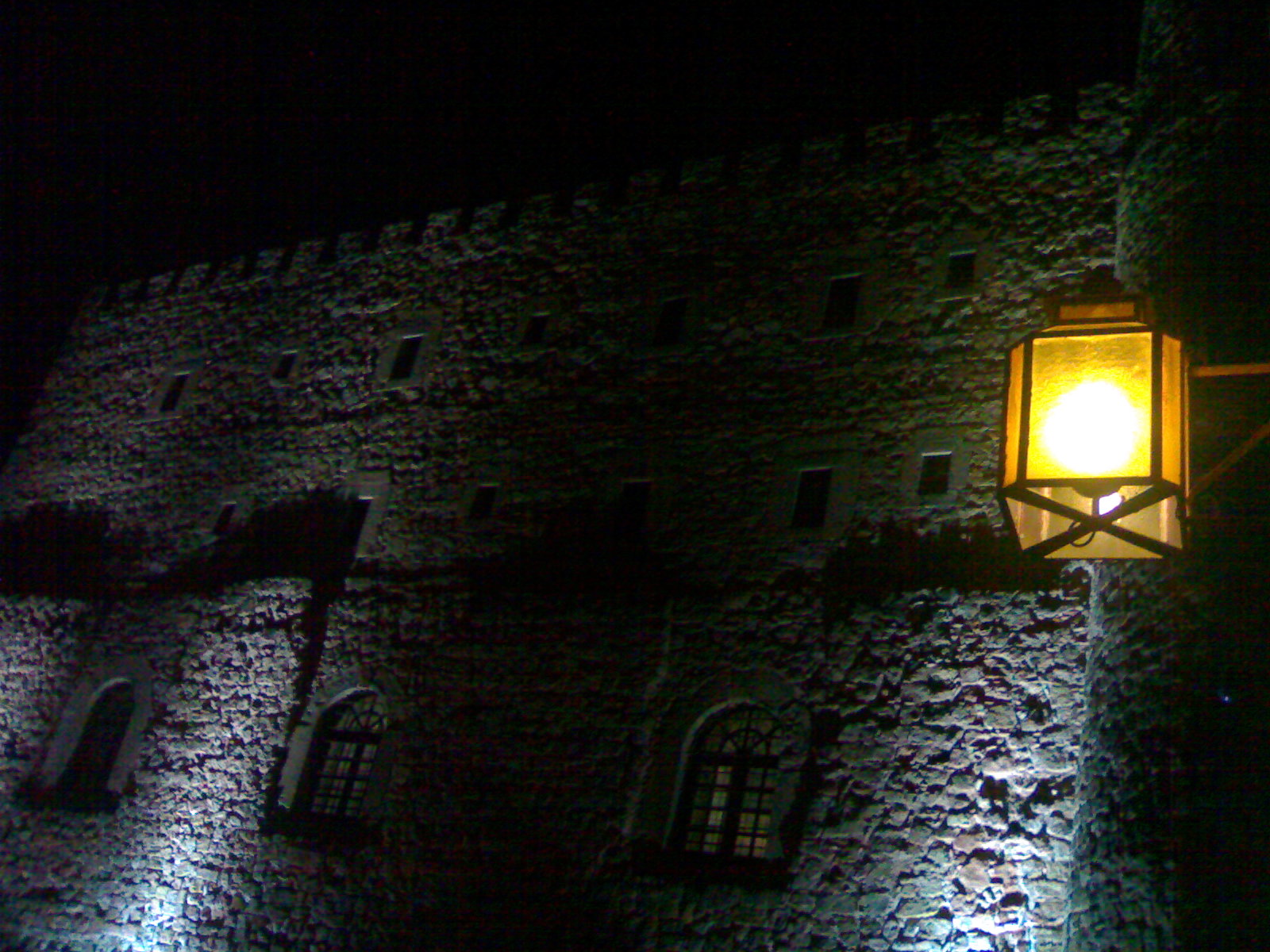
Un luminaire est un appareil ayant pour destination première l'éclairage d'un lieu.
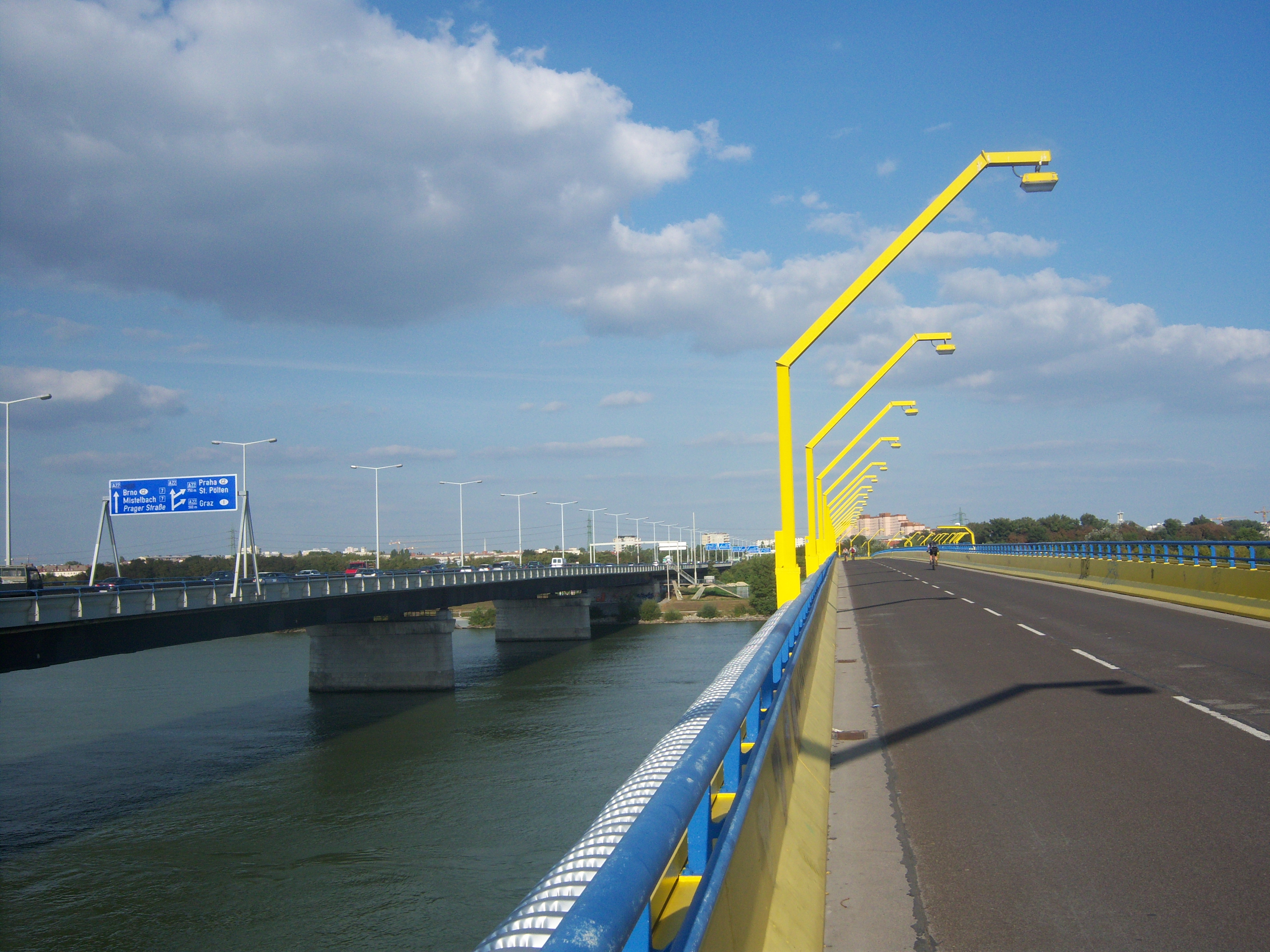
Deux modèles de luminaires (lampadaires), dont celui de droite n'éclairant directement que la route, et non le Danube, en limitant l'impact de l'éclairage artificiel sur les organismes aquatiques (Vienne)
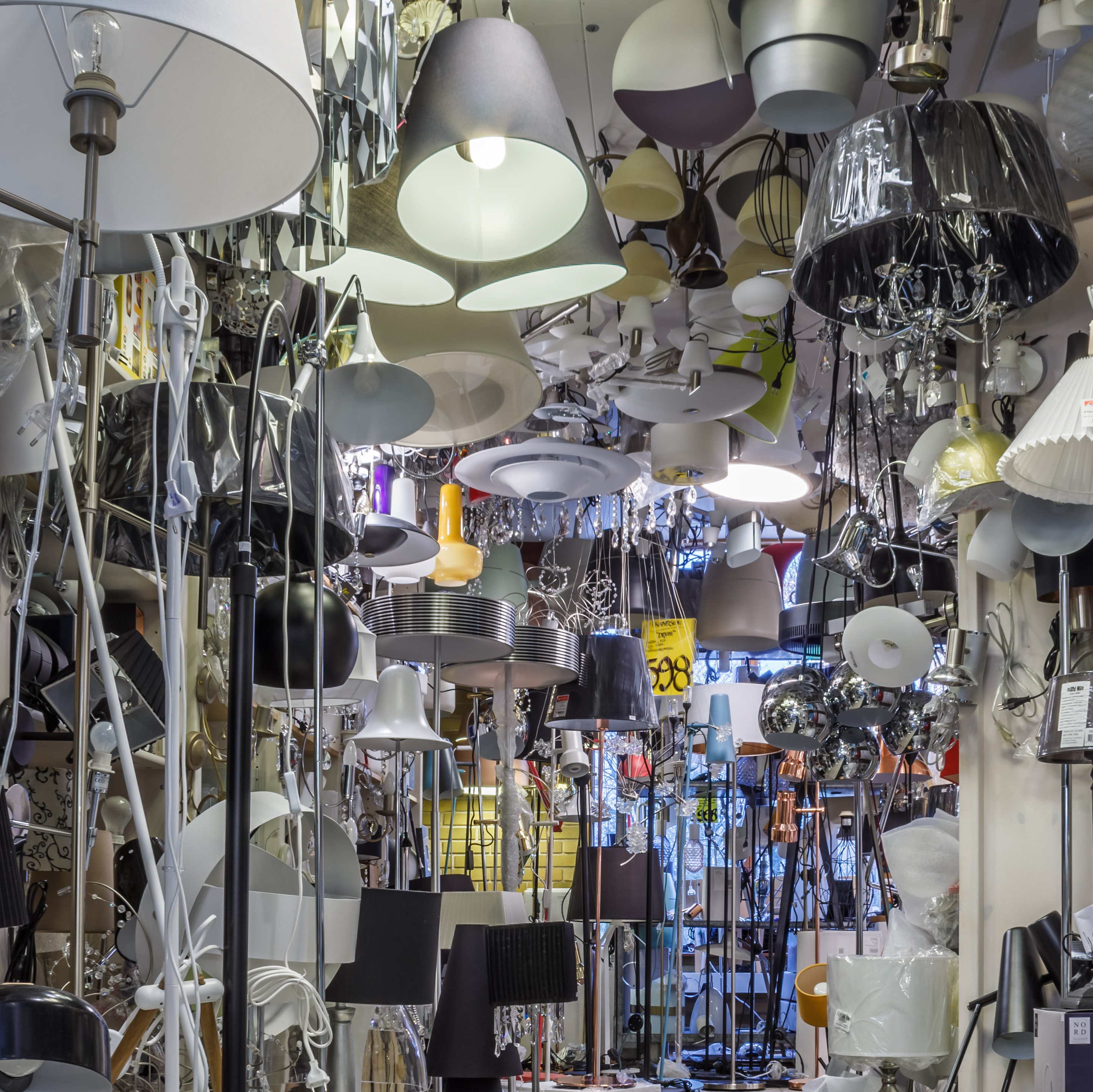
Un autre magasin de luminaires, au Danemark.
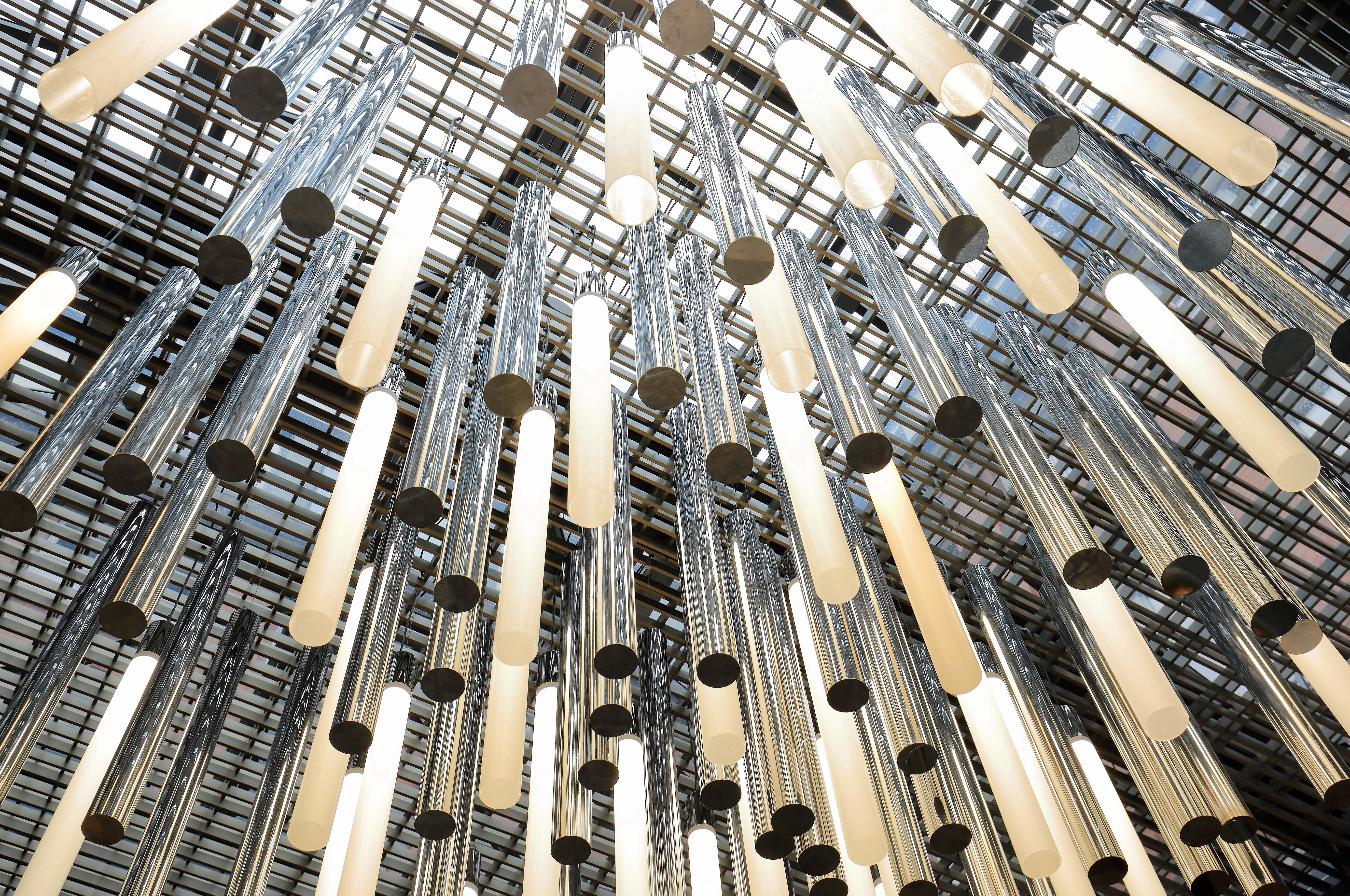
Une galerie de luminaires dans un centre commercial à Munich